# Pterotaea incompta
Pterotaea incompta är en fjärilsart som beskrevs av Frederick H. Rindge 1970. Pterotaea incompta ingår i släktet Pterotaea och familjen mätare. Inga underarter finns listade.